# Paractaenum novae-hollandiae
Paractaenum novae-hollandiae är en gräsart som beskrevs av Ambroise Marie François Joseph Palisot de Beauvois. Paractaenum novae-hollandiae ingår i släktet Paractaenum och familjen gräs. Inga underarter finns listade i Catalogue of Life.